# Arpicordo
L'arpicordo (sostantivo maschile, composto di arpa e corda) è uno strumento musicale a corde munito di tastiera, frequentemente utilizzato in Italia tra l'inizio del XVI secolo e il secolo successivo. Sono rimaste numerose composizioni scritte appositamente per questo strumento, ed è spesso nominato da musicisti e musicologi contemporanei.

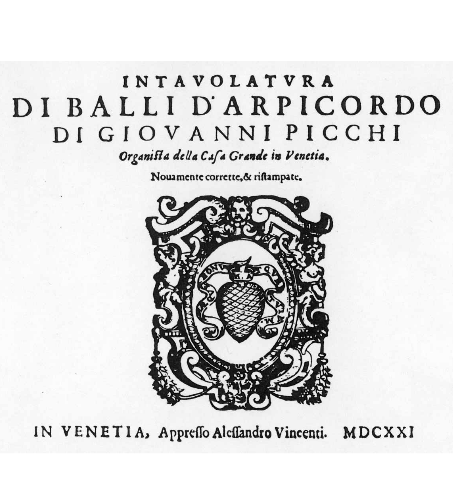
Intavolatura di balli d’arpicordo, di Giovanni Picchi, Venezia, 1621

Sull'esatta identità dello strumento ci si affida alle descrizioni di illustri contemporanei quali Vincenzo Galilei («il quale strumento altro non è che un Harpa giacente») e Adriano Banchieri («la forma di tale stromento è appuntata da amendui le parti con il scanello, & accorda dell'Arpa»): su queste basi, e tenendo presente l'improbabilità che non ci siano giunti modelli di uno strumento così diffuso, si tende ad identificare l'arpicordo con una grande spinetta dalla forma poligonale non rettangolare; il termine spinetta era allora usato esclusivamente per gli strumenti di forma rettangolare. Osservando dall'alto questi strumenti è possibile notare come la forma ricordi quella di un'arpa (da cui il nome) in posizione orizzontale.

## Citazioni letterarie
Nel romanzo inglese Pamela, o la virtù premiata di Samuel Richardson del 1740 alla protagonista Pamela Andrews, cameriera presso il ricco Lord Brandon, viene chiesto di suonare più volte l'arpicordo (Torino, Edizioni Frassinelli, 1995, pag.258), oltre che il clavicordo (Torino, Edizioni Frassinelli, 1995, pag.182), strumenti musicali praticati dalle fanciulle di buoni costumi.